# Taphrina

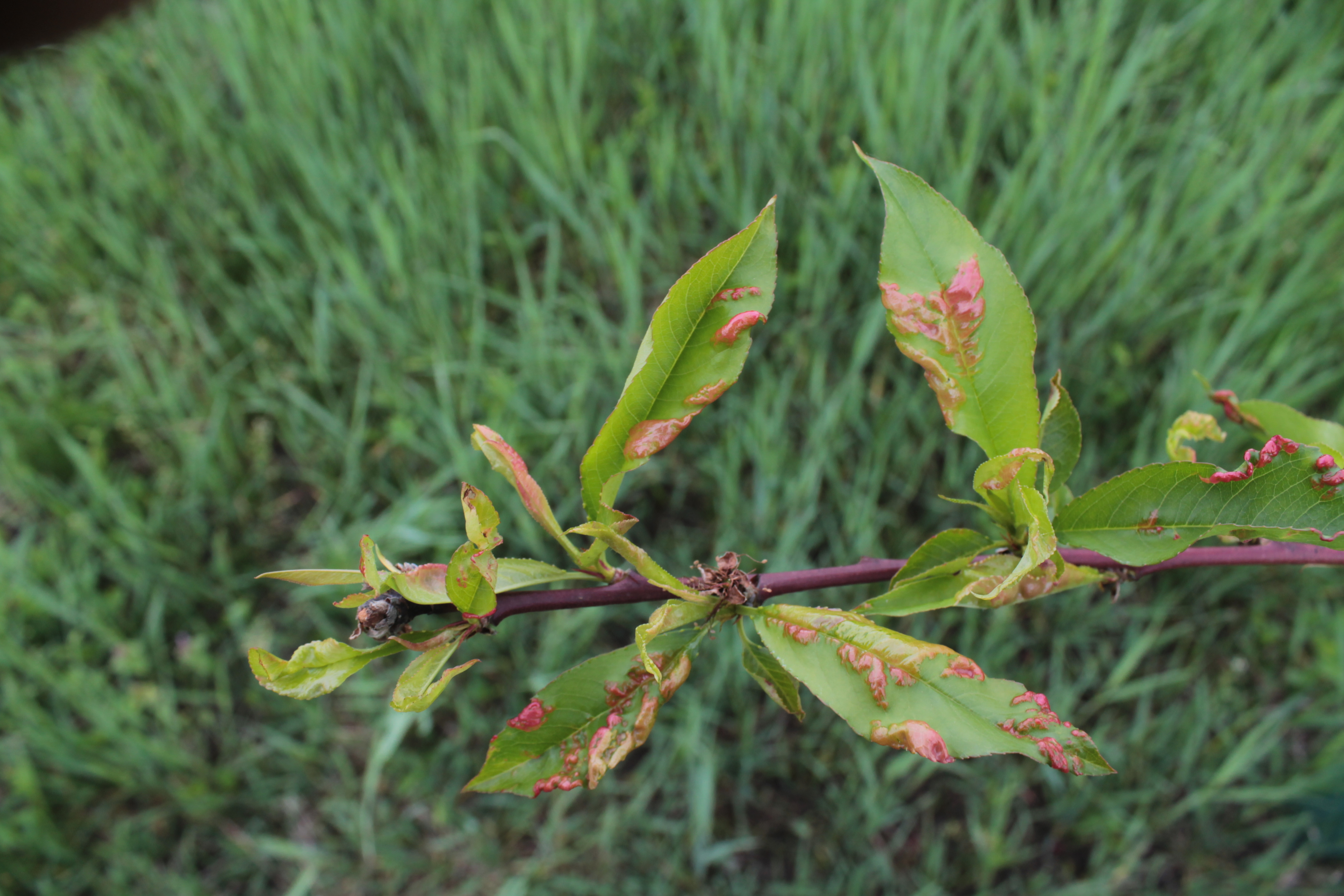
Kędzierzawość liści brzoskwini wywołana przez Taphrina deformans

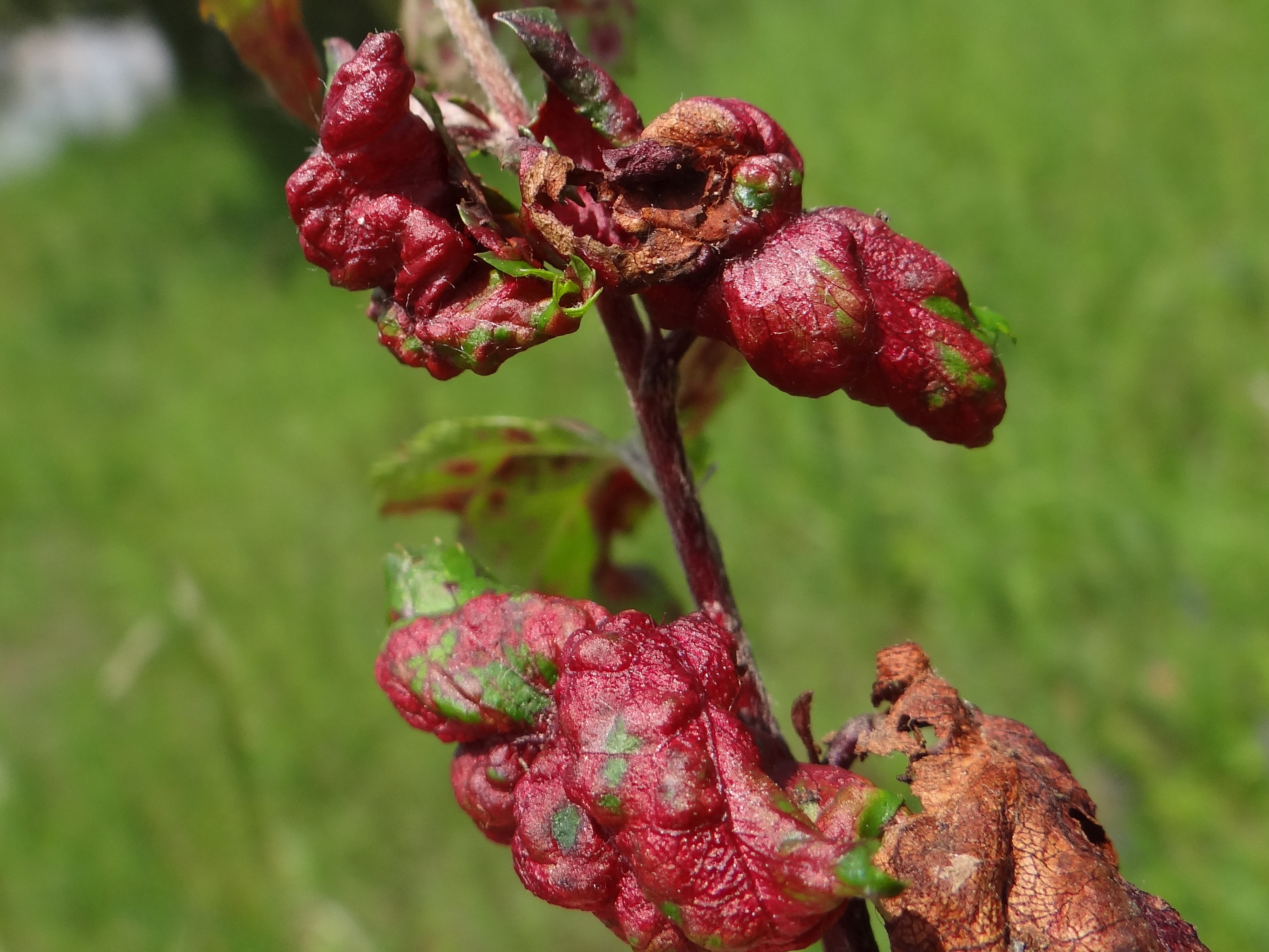
Taphrina crataegi

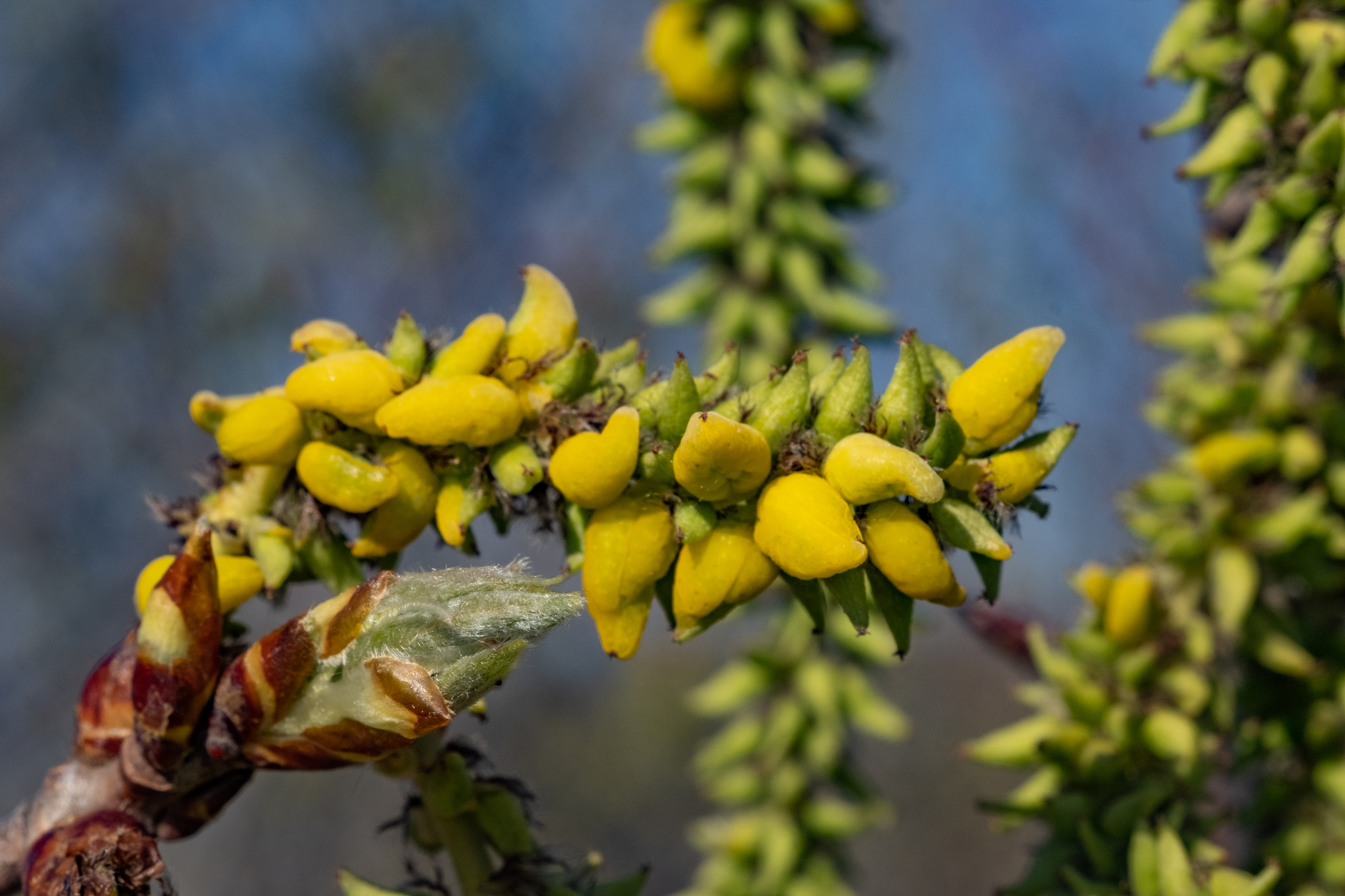
Narośla Taphrina johnsonii na kotkach topoli osika

Taphrina DC. – rodzaj grzybów z klasy szpetczaków (Taphrinomycetes).

## Charakterystyka
Grzyby pasożytnicze żyjące na paprociach i roślinach naczyniowych, zwłaszcza drzewach liściastych. Są szeroko rozpowszechnione i występują w różnych strefach klimatycznych. U porażonych roślin wywołują specyficzne oznaki etiologiczne, głównie zniekształcenia, dzięki którym łatwo zidentyfikować gatunki. Występują zarówno w postaci strzępkowej, jak i drożdżowej. Teleomorfa występuje w postaci strzępkowej pod skórką lub kutykulą porażonych roślin tworząc dikariotyczne komórki wytwarzające worki. Worki te ułożone są palisadowo, zazwyczaj są cylindryczne i są trwałe, tzn. w miarę dojrzewania zarodników nie zanikają. Powstaje w nich po 8 askospor uwalnianych równocześnie, czasami zlepionych z sobą. Askospory są szkliste, kuliste lub elipsoidalne, bezseptowe. Anamorfa jest drożdżopodobna. Powstaje z askospor przez pączkowanie. Ma dwuwarstwowe ściany.
Wiele gatunków Taphrina można hodować na sztucznych podłożach, ale tworzą na nich tylko anamorfy (kultury kolonii pączkujących). Na sztucznych podłożach teleomorfy nie rozwijają się.
Gatunki z rodzaju Taphrina wywołują wiele groźnych chorób o dużym znaczeniu gospodarczym. T. deformans powoduje kędzierzawość liści brzoskwini, T. pruni torbiel śliwek, T. cerasi czarcie miotły czereśni, T. bullata pęcherzykowatą plamistość gruszy, T. betulina czarcią miotłę brzozy, T. carpini czarcią miotłę grabu, T. crataegi czerwoną plamistość liści głogu.

## Systematyka i nazewnictwo
Pozycja w klasyfikacji według Index Fungorum: Taphrinaceae, Taphrinales, Taphrinomycetidae, Taphrinomycetes, Taphrinomycotina, Ascomycota, Fungi.
Synonimy: Ascomyces Mont. & Desm., Ascosporium Berk., Entomospora Sacc. ex Jacz., Exoascus Fuckel, Magnusiella Sadeb., Sarcorhopalum Rabenh.

Cykl życiowy Taphrina. A – drożdżopodobne stadium haploidalne, B – stadium dikarionu (grzybnia), C – stadium diploidalne, D – rozwój worków i sporogeneza. 1 – askospory i blastospory powstające przez pączkowanie, 2 – dikariotyzacja, 3 – tworzenie warstwy worktwórcze, 4 – kariogamia, 5 – mitoza jądra diploidalnego, proascus i tworzenie komórek podstawnych, 6 – rozwój worka po mejozie, 7 – tworzenie askospory; 8 – tworząca się na komórkach roślinnych warstwa sporogenna

## Gatunki występujące w Polsce
- Taphrina alni (Berk. & Broome) Gjaerum 1966
- Taphrina betulae (Fuckel) Johanson 1886
- Taphrina betulina Rostr. 1883
- Taphrina bullata (Berk.) Tul. 1866
- Taphrina carnea Johanson 1886
- Taphrina carpini (Rostr.) Johanson 1886
- Taphrina cerasi (Fuckel) Sadeb. 1890[4]
- Taphrina crataegi Sadeb. 1890
- Taphrina deformans (Berk.) Tul. 1866
- Taphrina epiphylla (Sadeb.) Sacc. 1889[7]
- Taphrina filicina Rostr. 1887
- Taphrina johansonii Sadeb. 1891
- Taphrina lutescens Rostr. 1891[7]
- Taphrina nana Johanson 1886
- Taphrina padi (Jacz.) Mix 1947
- Taphrina polyspora (Sorokīn) Johanson 1886[7]
- Taphrina populina Fr. 1815
- Taphrina pruni (Fuckel) Tul. 1866
- Taphrina rhizophora Johanson 1887
- Taphrina rostrupiana (Sadeb.) Giesenh. 1895
- Taphrina sadebeckii Johanson 1886
- Taphrina tosquinetii (Westend.) Magnus 1890
- Taphrina ulmi (Fuckel) Johanson 1886
- Taphrina vestergrenii Giesenh. 1901
- Taphrina wiesneri (Ráthay) Mix 1954

Nazwy naukowe na podstawie Index Fungorum. Wykaz gatunków Polski na podstawie „Grzyby mikroskopijne Polski” (bez przypisów) i inne (oznaczone przypisami).